# Wild Papa
Wild Papa é um curta-metragem mudo norte-americano de 1925, do gênero comédia, dirigido por Nicholas T. Barrows e J.A. Howe — estrelado por Oliver Hardy.

## Elenco
- Frank Butler
- Katherine Grant - O modelo
- Laura Roessing - Sra. Tewksbury
- Sidney D'Albrook - Ambrose
- George Rowe
- Jules Mendel

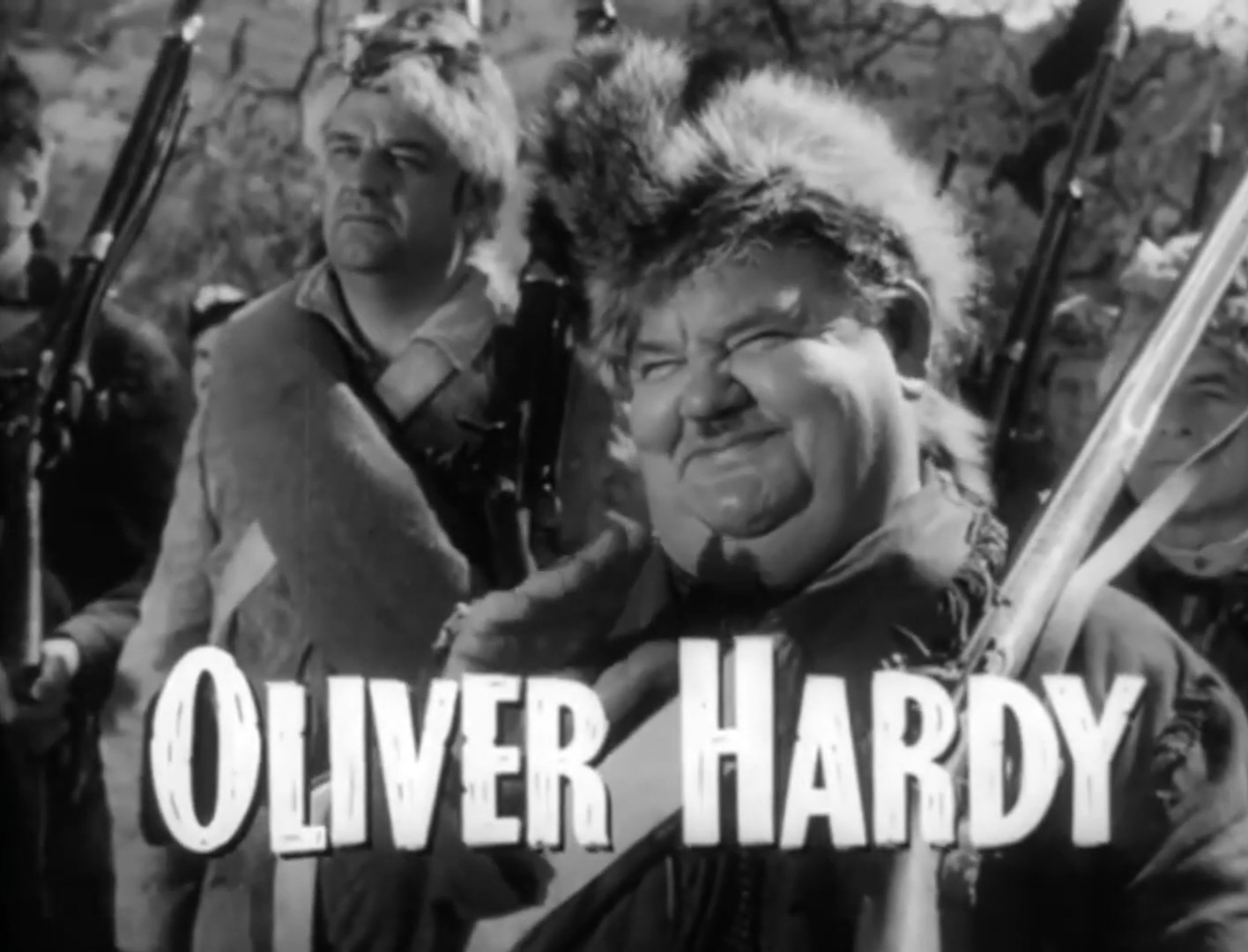
Oliver Hardy

- Oliver Hardy - Irmão do modelo (como Babe Hardy)